# 観音寺 (玉野市)
観音寺（かんのんじ）は、岡山県玉野市にある日蓮宗寺院。山号は広昌山。

## 概要
本州と四国を結ぶ宇野港を眼下に見渡す場所にあり、古来より玉野市を守護してきた広昌天王と最上稲荷を祀っている。
本堂は天狗山の麓にあるが、本堂北側の山頂には「天空の鳥居」や「落ちそうで落ちない岩」があり、地元の学生などの間ではパワースポットとして知られる。「落ちそうで落ちない岩」は、見る人によっては亀などに見えることなどから長寿の吉報を示すとも言われる。また、大小様々な岩があることから「ボルダリングの聖地」として参拝するボルダリング関係者もいる。天狗山の中腹には展望台があり、宇野港や小豆島、直島が見渡せる。
2022年、天空の鳥居が「岡山県新100景」に選定された。

## 周辺施設
- 玉野市立築港小学校
- 玉野市立宇野中学校
- 岡山県立玉野高等学校
- 築港保育園
- 玉野競輪場
- 宇野港（宇野港フェリーターミナル、宇野港湾事務所）
- 三井造船 玉野造船所
- 玉野市役所
- 玉野市営電気鉄道廃線跡（サイクリングロード）

## 交通アクセス
- 西日本旅客鉄道（JR西日本）宇野線 宇野駅から徒歩15分、タクシー5分
- 岡山駅より特急バス 両備営業所 下車 徒歩10分